# Minibiotus weinerorum
Minibiotus weinerorum är en djurart som tillhör fylumet trögkrypare, och som först beskrevs av Hieronymus Dastych 1984.  Minibiotus weinerorum ingår i släktet Minibiotus och familjen Macrobiotidae. Inga underarter finns listade i Catalogue of Life.